# Girlfight
Pour plus de détails, voir Fiche technique et Distribution.
Girlfight est un film américain réalisé par Karyn Kusama, sorti en 2000. C'est un film sur la boxe anglaise féminine mettant en scène Michelle Rodríguez dans son tout premier rôle au cinéma.

## Synopsis
Diana Guzman est une jeune fille de 18 ans vivant à Brooklyn, en plein milieu de New York.
La jeune fille est une adolescente à problèmes depuis longtemps : renvoyée de plusieurs écoles, mère suicidée et père alcoolique, violent et distant.
Diana, complètement déconnectée de la réalité et vivant dans un monde fait de désespoir et de violence retrouve une raison de vivre en poussant la porte du club de boxe où s'entraîne son petit-frère, Tiny, et là elle retrouvera un but qui lui permettra de s'éloigner d'un quotidien qu'elle cherche à fuir.

## Fiche technique
- Titre : Girlfight
- Titre québécois : La Pugiliste
- Réalisation : Karyn Kusama
- Scénario : Karyn Kusama
- Production : Sarah Green, Martha Griffin, Caroline Kaplan, Maggie Renzi, John Sayles et Jonathan Sehring
- Société de production : Independent Film Channel
- Musique : Gene McDaniels et Theodore Shapiro
- Photographie : Patrick Cady
- Montage : Plummy Tucker
- Décors : Stephen Beatrice
- Costumes : Marco Cattoretti et Luca Mosca
- Pays d'origine : États-Unis
- Format : Couleurs - 1,85:1 - Dolby Surround / SDDS - 35 mm
- Genre : Drame
- Durée : 110 minutes
- Dates de sortie : 22 janvier 2000 (festival de Sundance), 29 septembre 2000 (États-Unis), 29 novembre 2000 (France), 16 mai 2001 (Belgique)

## Distribution

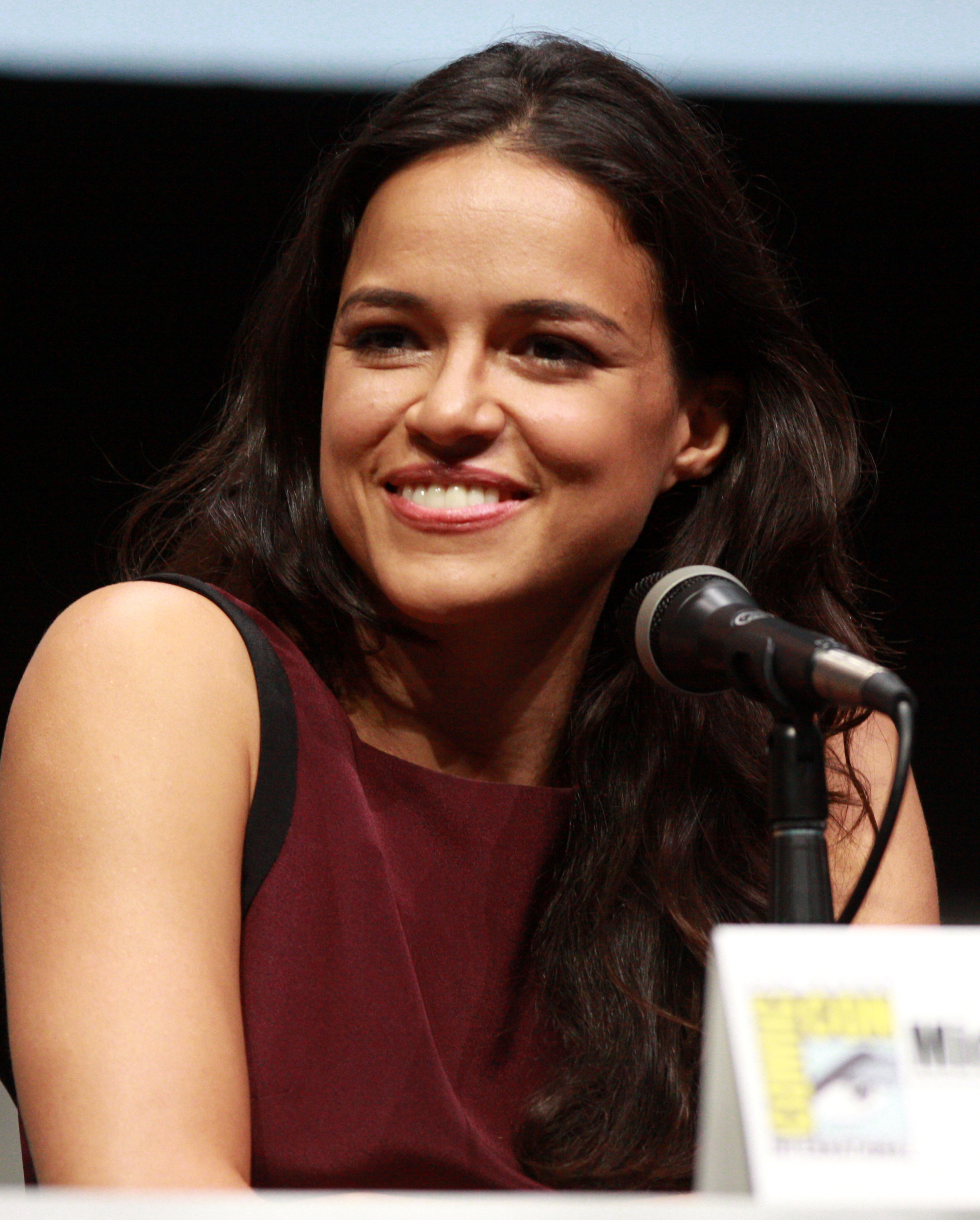
Michelle Rodríguez

- Michelle Rodríguez (VF: Olivia Dalric) : Diana Guzman
- Jaime Tirelli : Hector
- Paul Calderon : Sandro
- Santiago Douglas : Adrian
- Ray Santiago : Tiny
- Víctor Sierra : Ray
- Elisa Bocanegra : Marisol
- Shannon Walker Williams : Veronica
- Louis Guss : Don
- Herb Lovelle : Cal
- Thomas Barbour : Ira
- Graciella Ortiz : l'étudiante
- John-Peter Linton : Mr. Price
- Iris Little Thomas : Mlle Martinez
- Dadi Pinero : Edward

## Distinctions
- Grand Prix et prix de la meilleure performance féminine pour Michelle Rodríguez, lors du Festival du cinéma américain de Deauville 2000.
- Grand Prix du jury et prix de la mise en scène, lors du Festival du film de Sundance en 2000.
- Prix jeunesse du meilleur film étranger, lors du Festival de Cannes 2000.
- Prix du meilleur premier rôle pour Michelle Rodríguez, lors des Film Independent's Spirit Awards en 2001.